# 도리스 패커

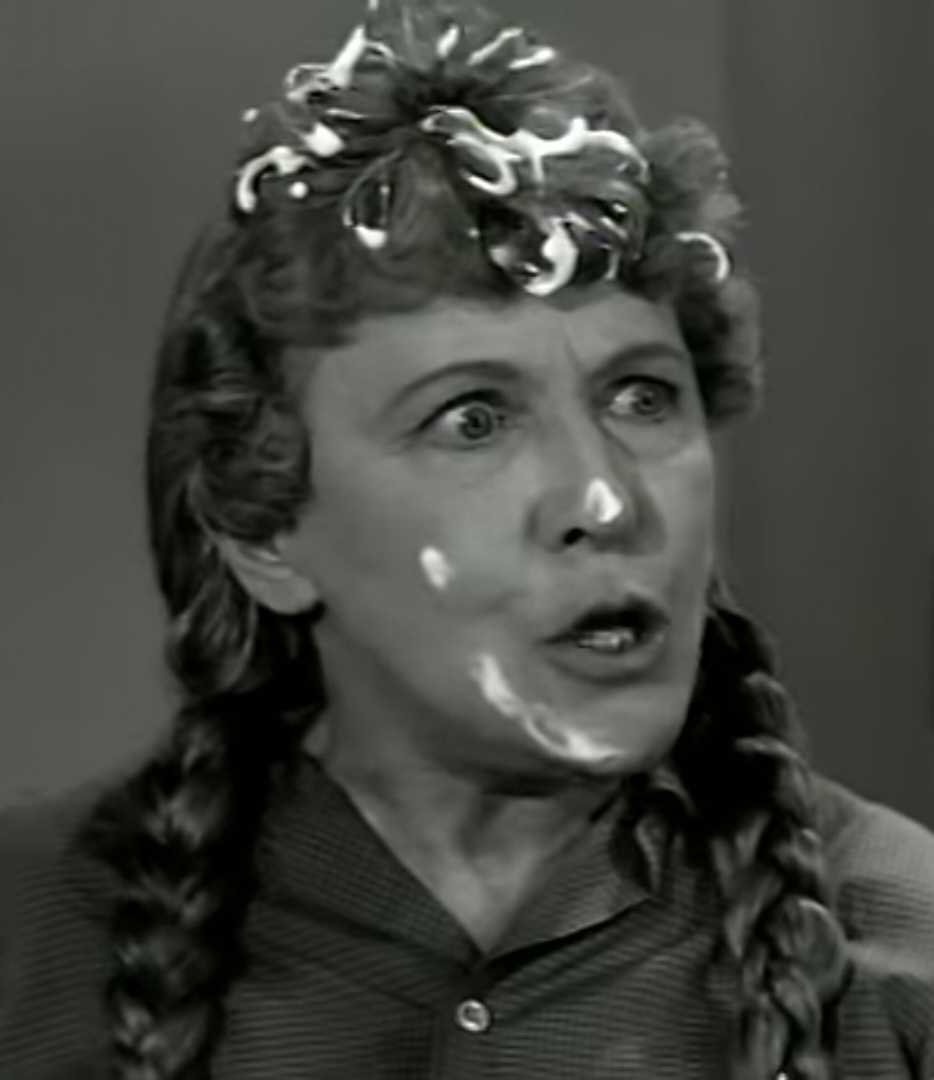

도리스 패커(영어: Doris Packer, 1904년 5월 30일 ~ 1979년 3월 31일)는 미국의 배우이다.
미시간주 메노미니 출신. 캘리포니아 글렌데일에서 질병으로 사망하였다.  포리스트 론 메모리얼 파크에 매장되었다.

## 방송
- 도비 길리스

## 영화
- 바람둥이 미용사 (1975년)
- 폴라인의 모험 (1967년)
- 파라다이스 (1966년)
- 본 보이즈! (1962년)
- 미스터 홉스 휴가 가다 (1962년)
- 미스터 에드 (1961년)
- 도비 길리스 (1959년)
- 비버는 해결사 - TV 시리즈 (1957년)
- 애니씽 고즈 (1956년)